# Terme di Costantino

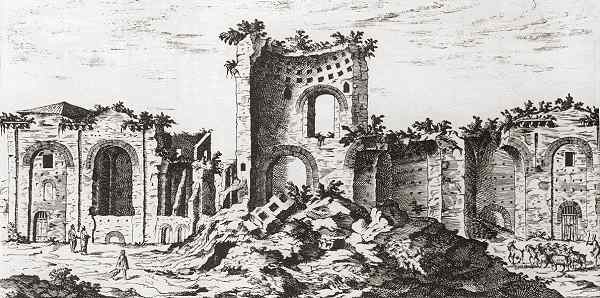
Le terme in una incisione di Étienne Dupérac (1575)

Le Terme di Costantino erano un complesso termale di Roma antica, l'ultimo del suo genere, costruito sul colle Quirinale, da Costantino I intorno al 315, ma forse iniziato sotto Massenzio.
Si trovavano nell'area attualmente compresa tra piazza del Quirinale, via Ventiquattro Maggio, via della Consulta e via Nazionale, in corrispondenza dei giardini di palazzo Rospigliosi.

## Storia e descrizione
Costruite con ingenti lavori di livellamento e sbancamento del terreno preesistente, che comportarono la demolizione di preesistenti edifici pubblici e privati, le terme furono danneggiate nel 367 da un incendio, saccheggiate nel 410 dai Goti di Alarico e poi restaurate nel 443 dal praefectus urbi Petronio Perpenna Magno Quadraziano e probabilmente ancora sotto Teodorico il Grande. Abbandonate all'inizio del Medioevo, il materiale edilizio e le strutture vennero riutilizzate, come tante altre grandi opere, per edifici privati e di culto.
I resti in alzato delle terme, rappresentati da stampe e disegni cinquecenteschi (soprattutto del Palladio) furono definitivamente distrutti all'inizio del Seicento con la costruzione di Palazzo Rospigliosi, un secolo dopo per l'edificazione di quello che oggi è il Palazzo della Consulta, e infine, nel 1877, con l'apertura di via Nazionale. Le terme erano piuttosto piccole ed esclusive, soprattutto se confrontate con le vicine terme di Diocleziano, grandiose ma dalla clientela sicuramente "popolare".
Si trattava di un complesso dalle dimensioni piuttosto ridotte, rispetto alle grandi terme precedenti, e quindi probabilmente destinato a un'utenza di élite. Orientate in senso nord-sud, le terme erano praticamente limitate al solo edificio balneare con pochi annessi, e prive dei tradizionali porticati, sostituiti da una semplice area aperta.
Da queste terme provengono le statue dei Dioscuri poste attualmente alla base dell'obelisco del Quirinale nella omonima piazza, due statue di Costantino (una oggi nella basilica di San Giovanni in Laterano e una sulla balaustra di piazza del Campidoglio), una di suo figlio Costantino II come cesare, anch'essa nella piazza del Campidoglio come pure le due statue (il "Nilo" e il "Tevere") poste come sfondo alla fontana ai piedi del Palazzo Senatorio.

## Galleria d'immagini

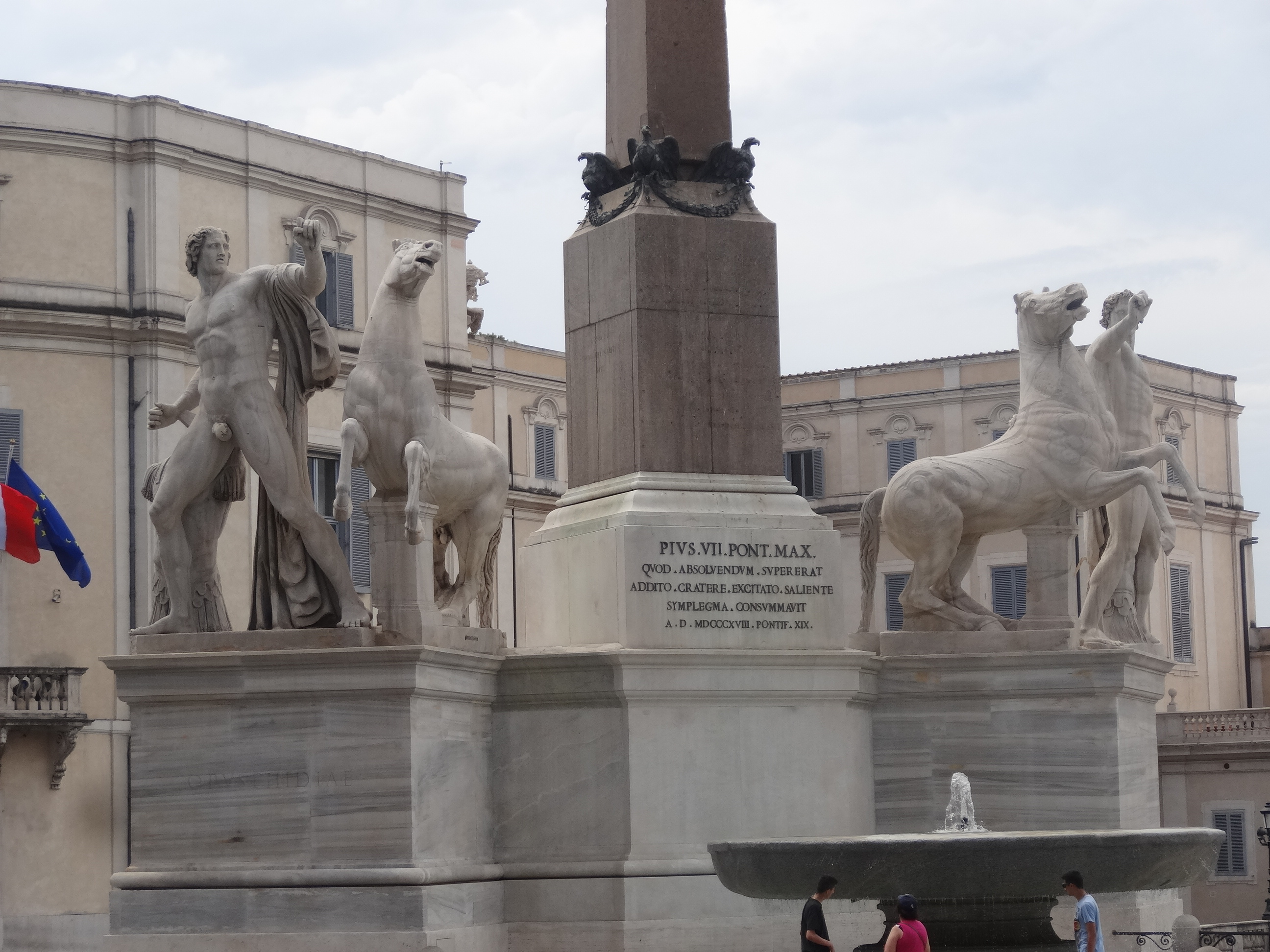
I Dioscuri delle Terme di Costantino al Quirinale
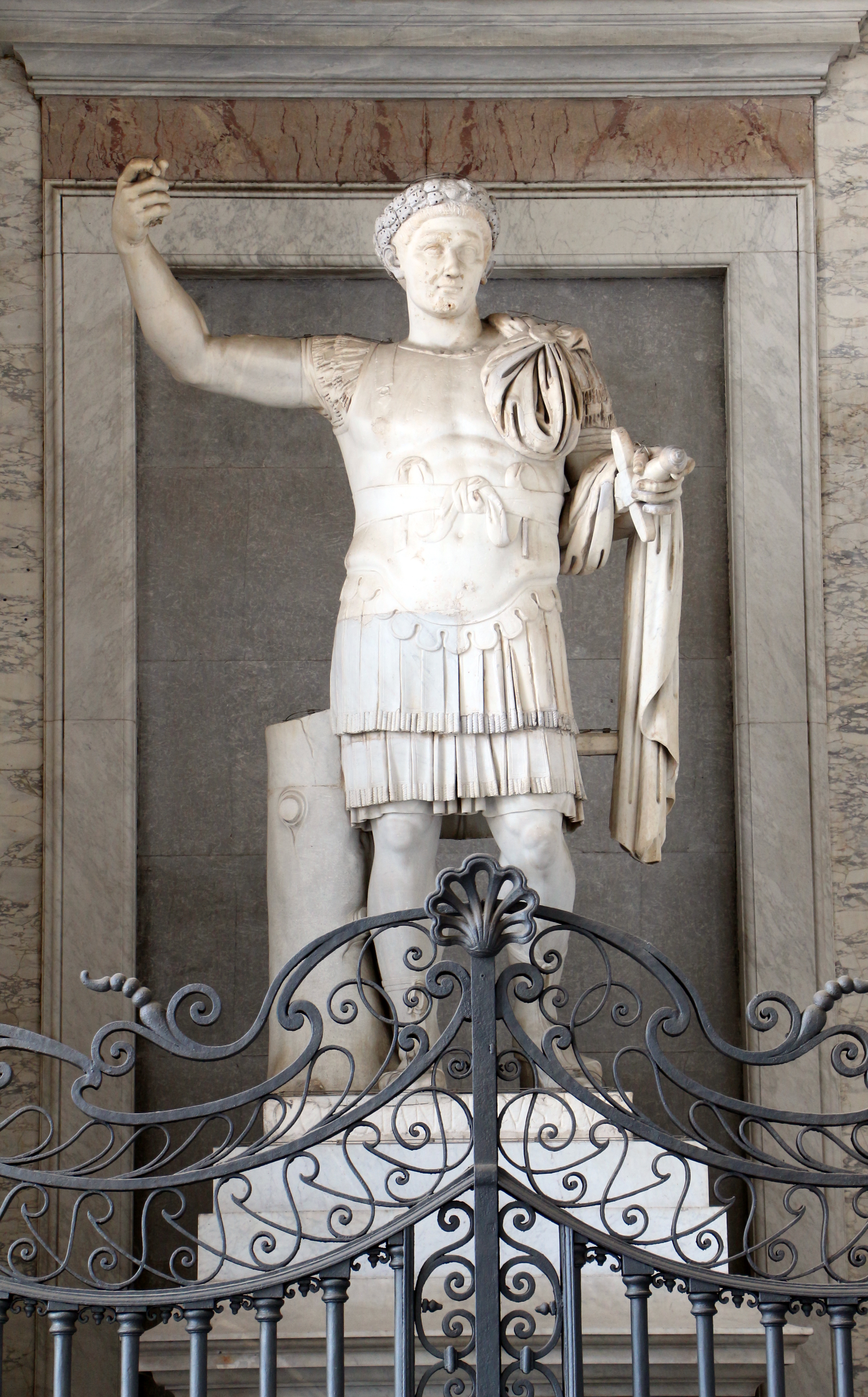
Costantino in San Giovanni in Laterano
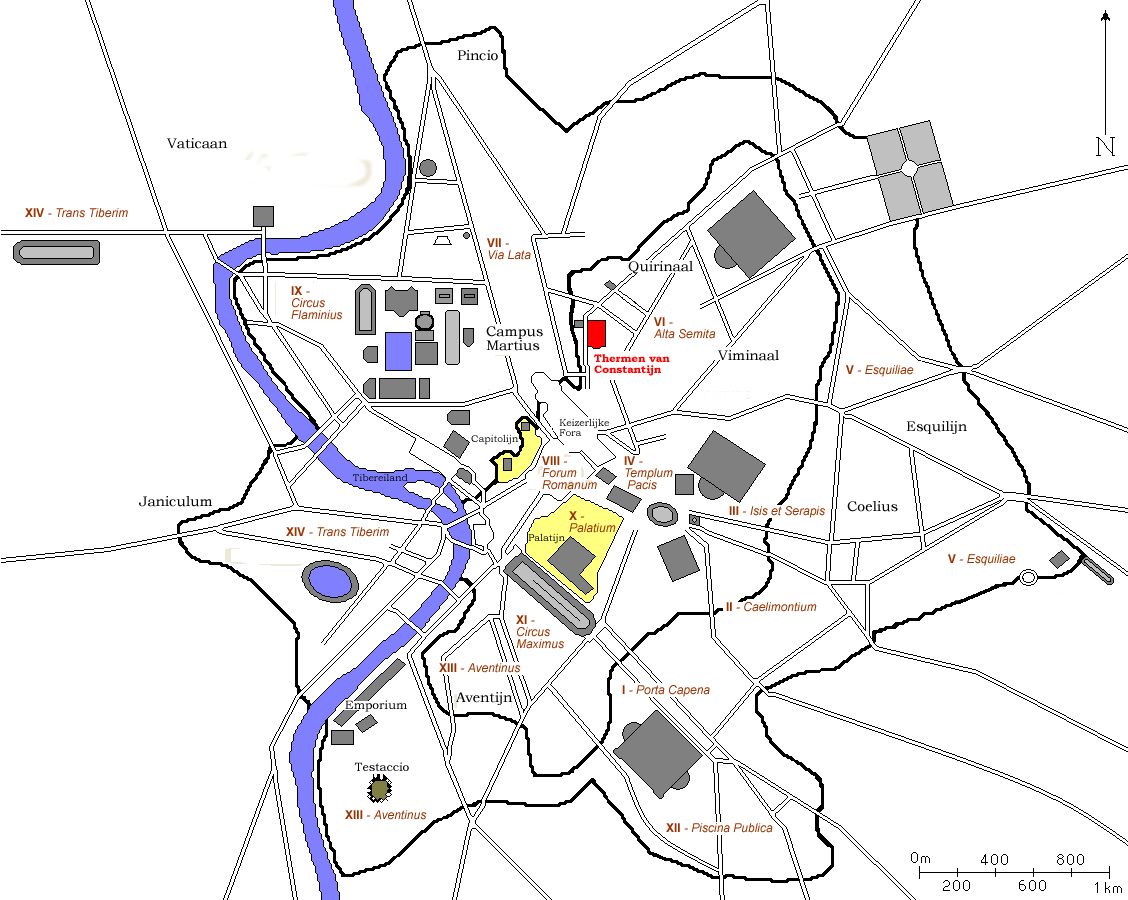
Localizzazione
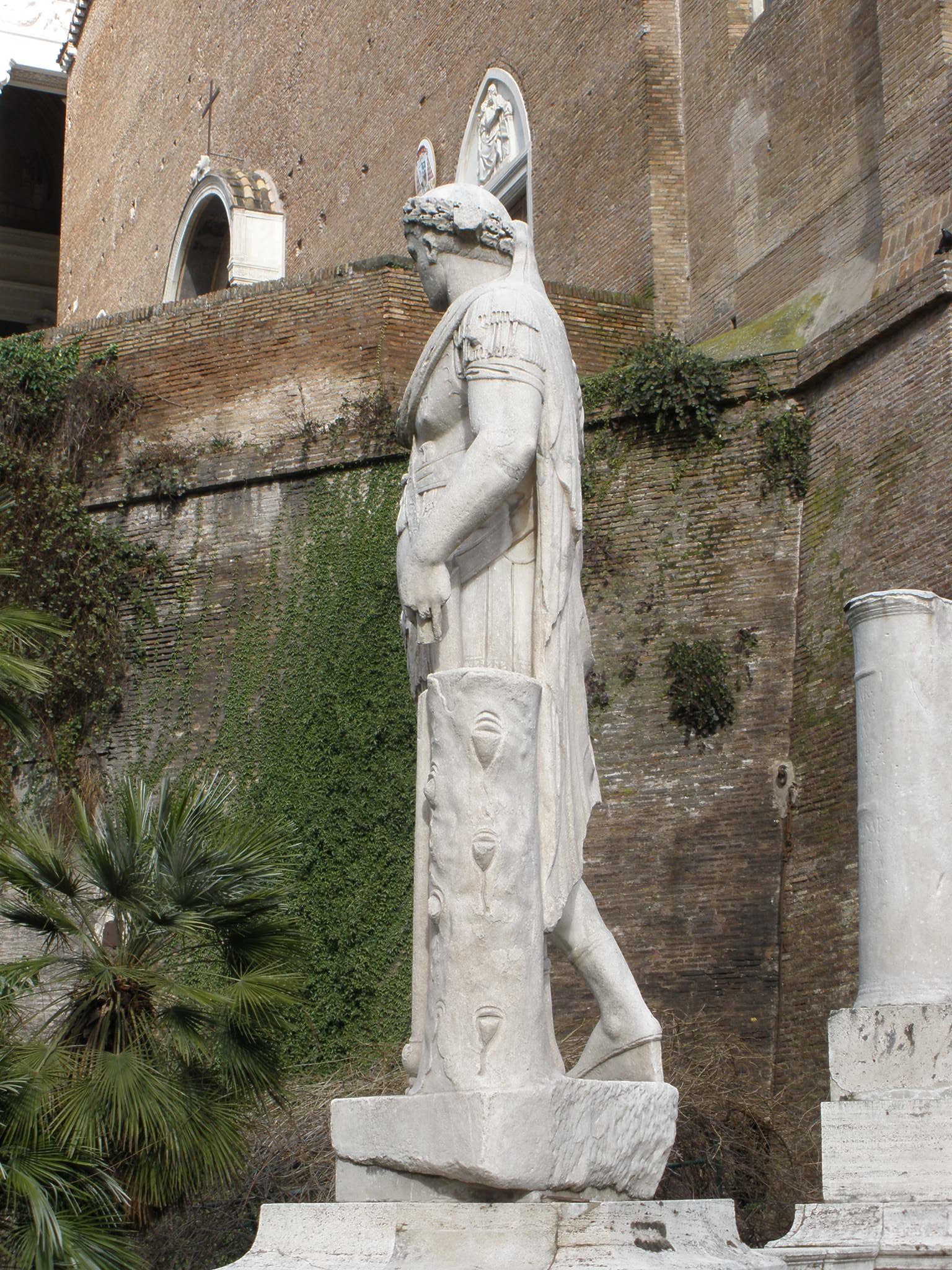
Statua di Costantino I proveniente dalle terme di Costantino, oggi in piazza del Campidoglio.
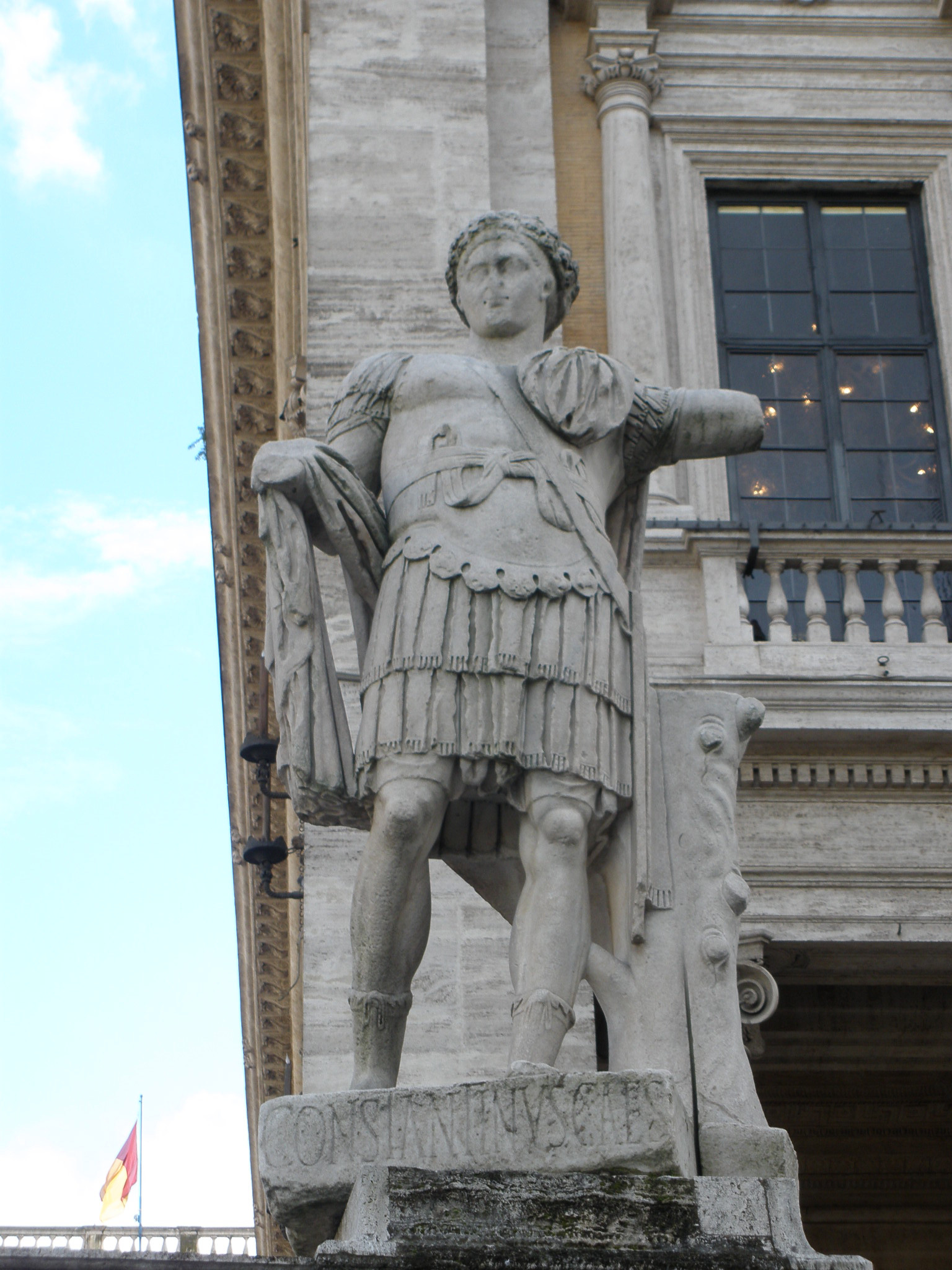
Statua di Costantino II, figlio di Costantino il Grande, proveniente dalle terme di Costantino, oggi in piazza del Campidoglio.